# Разгибатель указательного пальца
Разгибатель указательного пальца (лат. Musculus extensor indicis) — мышца предплечья задней группы.
Мышца имеет узкое веретенообразное брюшко, которое располагается на задней поверхности нижней половины предплечья. Покрыта разгибателем пальцев. В некоторых случаях мышца отсутствует.
Начинается от нижней трети задней поверхности локтевой кости. Переходит в сухожилие, которое проходит под удерживателем разгибателей, и вместе с аналогичным сухожилием разгибателя пальцев, пройдя синовиальное влагалище, подходит к тыльной поверхности указательного пальца и вплетается в его сухожильное растяжение.

## Функция
Функция мышцы идентична названию — разгибает указательный палец.